# Takayoshi Toda
Takayoshi Toda (japanisch 戸田 賢良 Toda Takayoshi; * 8. Dezember 1979 in der Präfektur Miyazaki) ist ein ehemaliger japanischer Fußballspieler.

## Karriere
Toda erlernte das Fußballspielen in der Schulmannschaft der Miyakonojo Izumigaoka High School und der Universitätsmannschaft der Pädagogischen Hochschule Fukuoka. Seinen ersten Vertrag unterschrieb er 2002 bei den Shonan Bellmare. Der Verein spielte in der zweithöchsten Liga des Landes, der J2 League. Für den Verein absolvierte er 108 Ligaspiele. 2007 wechselte er zum Drittligisten Gainare Tottori. Für den Verein absolvierte er 51 Ligaspiele. Ende 2008 beendete er seine Karriere als Fußballspieler.